# Надьканижско-Кёрмендская наступательная операция
Надьканижско-Кёрмендская наступательная операция (в немецких источниках Будапештский фронт) — наступательная операция советских и болгарских войск, проведённая с 29 марта по 15 апреля 1945 силами 3-го Украинского фронта во время Великой Отечественной войны против сил группы армий «Юг» вермахта, венгерской армии и хорватских частей в Западной Венгрии. В ходе операции советские войска сумели преодолеть линию Кишбайом—Надькопад—Надьятад—Хереснье к северу от реки Драва и к западу от озера Балатон.

## Цели и силы сторон
Целью операции являлось отрезание немецких сил и их союзников от нефтяных залежей в районе Надьканижа, которые были жизненно необходимы силам группы армий «Юг», державших оборону к западу от озера Балатон на реке Мура и выстроивших там три оборонительные линии. Операция была составной частью Венской наступательной операции: действия проходили левом крыле советских сил, шедших на Вену.
В наступление были отправлены с юга 1-я болгарская армия, имевшая в своём распоряжении два корпуса и шесть пехотных подразделений, а также ряд небольших подразделений общей численностью в 100 тысяч человек, и 57-я советская армия с востока (6-й гвардейский стрелковый корпус, а также 64-й и 133-й стрелковый корпус). Параллельно между озером Балатон и Будапешт были собраны силы трёх советских армий, главной из которых была 27-я армия. Прикрытие с юго-востока обеспечивали югославские партизанские части.
У немцев в распоряжении была 2-я танковая армия с 67-м танковым и 22-м армейским корпусами. Также ей помогали менее крупные хорватские и венгерские подразделения. Большинство подразделений немцев участвовали в Кечкеметско-Будапештском и Сольнокско-Будапештском сражениях с 29 октября по 10 декабря 1944 и вынуждены были отступить на юго-запад.

## Ход операции
Операция началась 29 марта на левом крыле 3-го Украинского фронта, когда в наступление пошли 57-я советская и 1-я болгарская армии. С севера в атаку пошла 27-я советская армия с 18-м танковым и 5-м гвардейским кавалерийским корпусами, поставив под угрозу фланг и тыл 2-й немецкой армии. Кавалеристы совершили 70-километровый рейд по труднопроходимой местности и вышли в тыл обороняющейся немецкой группировке. Тем временем болгарская 1-я армия прорвала две линии обороны немцев и перешла реку Мура, закрепившись на линии Велики-Ког—Ястребицы и оставаясь там до 7 мая.
Манёвр кавалеристов оказался удачным: немцы отступили, а вскоре советские и болгарские войска с ходу овладели нефтеносным районом с центром в городе Надьканижа. 7 мая последние остатки немецко-венгерских войск ринулись в панике бежать в сторону Австрии, однако почти все были захвачены в плен. 13 мая 1945 года болгарские войска встретились в районе Клагенфурта с 8-й британской армией.